# ۵۱ پگاسوس
۵۱ پگاسوس یک ستاره است که در صورت فلکی اسب بالدار قرار دارد.